# Вејнсфилд (Охајо)
Вејнсфилд (енгл. Waynesfield) град је у америчкој савезној држави Охајо.

## Демографија
По попису из 2010. године број становника је 847, што је 44 (5,5%) становника више него 2000. године.
| Група             | 2000.       | 2010.       |
| Белци             | 771 (96,0%) | 818 (96,6%) |
| Афроамериканци    | 1 (0,1%)    | 5 (0,6%)    |
| Азијати           | 0 (0,0%)    | 1 (0,1%)    |
| Хиспаноамериканци | 11 (1,4%)   | 18 (2,1%)   |
| Укупно            | 803         | 847         |